# 北42線
北42線 坪林－田寮，是位於新北市的一條區道，北起新北市坪林區坪林，南至新北市雙溪區柑腳，全長30.202公里。又名坪雙產業道路，為新北市境內里程第一長之區道，沿此線過終點續行可接台2丙線，此段為北38線路段。闊瀨－柑腳（祥柑橋頭、北38路口）間於2001年在未公告的情況下設立里程牌，在2015年9月7日改編區道時才公告延長，延長里程達29.5公里。

## 路線說明
新北市
- 坪林區：坪林0.0k（起點， 台9線岔路）→ 坪雙產業道路 → 闊瀨17.572k（舊終點） → 區界
- 雙溪區：區界 → 威惠廟（舊北38起點） → 祥柑橋頭30.202k（終點，北38線岔路）

## 沿線聚落
- 坪林
- 漁光
- 闊瀨
- 長源
- 柑腳

## 連接道路
- 坪林交流道
- 台9線
- 市道106乙線
- 北38線

## 歷史沿革
| 北42線歷史沿革    | 北42線歷史沿革                                         | 北42線歷史沿革                                                     |
| 年代              | 本編號沿革                                             | 本路線沿革                                                         |
| ----------------- | ------------------------------------------------------ | ------------------------------------------------------------------ |
| 1961年            | 後坑－部落園間5.81km。                                 | 本線當時非公路。                                                   |
| 1983年 大整編     | 原線改編北79線。                                       | 坪林鄉坪雙產業道路新增為鄉道公路北42線，當時里程測定為14.338公里。 |
| 2001年 設置里程牌 | 全線設置里程牌，未經公告即越境至柑腳。                 | 全線設置里程牌，未經公告即越境至柑腳。                             |
| 2015年            | 改編為區道（編號不變），正式延長至柑腳與北38線相交處。 | 改編為區道（編號不變），正式延長至柑腳與北38線相交處。             |